# Mercè Aroz i Ibáñez
Mercedes Aroz Ibáñez (Saragossa, 21 de setembre de 1944) és una activista catòlica i expolítica socialista espanyola.

## Biografia
Doctora en Economia, Llicenciada en Ciències Econòmiques i Empresarials per la Universitat de Barcelona. Ha estat professora de teoria econòmica en la Universitat de Barcelona i de polítiques públiques en la Universitat Abat Oliba CEU.
Simpatitzant de la Lliga Comunista Revolucionària (trotskista) en la seva joventut, en 1976 es va afiliar al PSOE i en 1978 va participar en la fundació del Partit dels Socialistes de Catalunya (PSC). En aquest partit va ocupar càrrecs directius (18 anys) i va formar part del Comitè Federal del PSOE (16 anys). Va ser diputada per Barcelona entre 1986 i 2000, per passar al Senat en 2000, representant al seu partit en la candidatura de la coalició Entesa Catalana de Progrés. Va repetir en 2004, i en la primera ocasió fou el candidat més votat de la circumscripció (983.686 vots, 39,03%) i en la segona, i fins a aquesta elecció, el candidat més votat històricament d'Espanya (1.602.225 vots, 53,67%). Està divorciada i és mare de dos fills.
En el Congrés dels Diputats va pertànyer a les Comissions d'Economia, Comerç i Hisenda, Pressupostos, Indústria, Tribunal de Comptes i Reglament; va ser portaveu d'Economia del Grup Parlamentari Socialista (1994-1996) i Secretària General Adjunta del Grup (1996-1998) amb l'ex President del Govern Felipe González com a president i Joaquín Almunia portaveu i posteriorment president. En el Senat va ser portaveu d'Economia i Hisenda, Pressupostos i Reglament.
Al novembre de 2007, Aroz va anunciar l'abandó del seu escó de senadora a causa de la seva conversió al catolicisme i la seva retirada de la política activa en finalitzar la legislatura al gener de 2008. Les seves discrepàncies amb el seu partit polític van començar a fer-se visibles en tramitar-se la reforma del Codi Civil espanyol pel qual es permetia el matrimoni entre persones del mateix sexe. Al juny de 2005, el Senat va votar contra el matrimoni homosexual per 136 vots enfront de 119. Aroz i el seu company de bancada, Francisco Vázquez, es van absentar per no votar a favor. En 2009 també abandonà la seva militància en el PSC a causa de l'ampliació de la llei de l'avortament.
Des de la seva nova postura religiosa i política, rebutja també la recerca amb cèl·lules mare embrionàries i demana que es faciliti l'educació religiosa a l'escola. En paraules seves, afirma que "el cristianisme té molt a dir als homes i dones del nostre temps, perquè hi ha alguna cosa més que la raó i la ciència. A través de la fe cristiana s'aconsegueix a comprendre plenament la pròpia identitat com a ésser humà i el sentit de la vida". Aroz alerta a la societat que existiria una pretensió de promoure un canvi de mentalitat cap al laïcisme i el relativisme ètic.
Ha declarat que en la seva conversió van intervenir dos fets: la conversió del seu fill i l'impacte que li va suposar la Jornada Mundial de la Joventut celebrada a Tor Vergata (Roma) en 2000.
Ha col·laborat amb l'associació catòlica E-Cristians (2010-2012), dirigida per l'exconseller de la Generalitat de Catalunya per CiU (1984-1989) Josep Miró i Ardèvol, formant part de la seva comissió executiva i dirigint per a l'acció de l'associació l'elaboració d'un projecte de reformes de les lleis del govern socialista de J.L. Rodríguez Zapatero en el període 2004-2011.
Des de setembre de 2011, presideix l'associació Foro Cultura21 - Nuevo Feminismo y Derechos Humanos, i àmbit espanyol i amb seu en Barcelona. Aquesta nova associació, feminista i compromesa amb els drets humans, promou respostes als reptes plantejats en aquests àmbits en el segle xxi. El seu distintiu és el compromís amb el progrés dels drets fonamentals, i té com a prioritat promoure el ple reconeixement de la dignitat i del dret a la vida de tot ésser humà des de l'inici de la seva existència i assegurar la protecció efectiva d'aquests drets en la Unió Europea; així com, el desenvolupament de la norma de la seva tutela per resoldre el conflicte existent entre alguns d'ells.
Aroz promou el diàleg entre el cristianisme i la cultura laica, i una nova ètica pública comuna en la societat pluralista sobre la base dels valors autèntics de l'ésser humà i el respecte dels drets humans fonamentals.